# Chaoilta malabarica
Chaoilta malabarica är en stekelart som först beskrevs av Ramakrishna Ayyar 1928.  Chaoilta malabarica ingår i släktet Chaoilta och familjen bracksteklar. Inga underarter finns listade i Catalogue of Life.